# María Guevara
María Virginia Guevara Sánchez (nacida el 4 de octubre de 2000) es una futbolista panameña que juega como mediocampista en el club Santa Fe FC de la Liga de Fútbol Femenino de Panamá.

## Trayectoria

### Brujas FC
Comenzó a jugar en la Liga de Fútbol Femenino en el 2017 con el club Brujas FC.

### CD Universitario
En el 2018 paso al CD Universitario. Salió campeona de la Liga de Fútbol Femenino 2018, del Torneo Clausura 2019 LFF y del Torneo Apertura 2019 LFF.

### CD Plaza Amador
En el 2021 fue anunciada como nueva jugadora del CD Plaza Amador. Quedó subcampeona del Torneo Apertura 2021 LFF.

### FC Hapoel Marmorek
El 21 de septiembre de 2021 fue anunciada como nueva jugadora del FC Hapoel Marmorek. Disputó la liga premier de Israel 2021-22.

### SD Atlético Nacional
En abril de 2022 fue anunciada como nueva jugadora del SD Atlético Nacional. Disputó la Liga de Fútbol Femenino 2022.

### Sporting SM
El 16 de febrero de 2023 fue anunciada como nueva jugadora del Sporting SM. Disputó el la LFF 2023 quedando subcampeona de dicho torneo. También disputó la Copa Interclubes de la Uncaf Femenino 2023.

### Panamá City FC
El 10 de marzo de 2024 fue anunciada como nueva jugadora del Panamá City FC.

### Santa Fe FC
El 21 de junio de 2024 fue anunciada como nueva jugadora del Santa Fe FC. Salió campeona de la Copa Interclubes de la Uncaf Femenino 2024 en donde le ganaron la final 4 a 0 contra el Alianza FC.

## Selección nacional

### Categorías inferiores
Fue convocada por la selección sub-20 de Panamá para disputar el torneo sub-19 Uncaf.

### Selección absoluta
Formó parte de la selección que disputó los Juegos Panamericanos de 2019 en Perú, Guevara ha aparecido para la selección nacional femenina de Panamá, incluso en la clasificación para el Campeonato Preolímpico Femenino de CONCACAF 2020 contra Guatemala. También apareció en el Campeonato Preolímpico Femenino de CONCACAF 2020 contra Costa Rica. Disputó el Campeonato Femenino de la Concacaf de 2022 en donde jugó 2 partidos.

### Goles internacionales
| Goles internacionales | Goles internacionales | Goles internacionales                                    | Goles internacionales | Goles internacionales | Goles internacionales | Goles internacionales |
| N.º                   | Fecha                 | Lugar                                                    | Rival                 | Marcador              | Resultado             | Competición           |
| --------------------- | --------------------- | -------------------------------------------------------- | --------------------- | --------------------- | --------------------- | --------------------- |
| 1                     | 19 de febrero de 2021 | Estadio Pinula Contreras, Ciudad de Guatemala, Guatemala | Guatemala             | 0–1                   | 0–3                   | Amistoso              |
| 2                     | 10 de julio de 2021   | Estadio Rod Carew, Ciudad de Panamá, Panamá              | República Dominicana  | 4–0                   | 5–0                   | Amistoso              |

## Clubes
| Club                 | País   | Año         |
| -------------------- | ------ | ----------- |
| Brujas FC            | Panamá | 2017        |
| CD Universitario     | Panamá | 2018 - 2020 |
| CD Plaza Amador      | Panamá | 2021        |
| CD Universitario     | Panamá | 2020        |
| FC Hapoel Marmorek   | Israel | 2021 - 2022 |
| SD Atlético Nacional | Panamá | 2022        |
| Sporting SM          | Panamá | 2023        |
| Panamá City FC       | Panamá | 2024        |
| Santa Fe FC          | Panamá | 2024 - act. |

## Palmarés

### Títulos nacionales
| Título           | Club             | País   | Año    |
| ---------------- | ---------------- | ------ | ------ |
| Primera División | CD Universitario | Panamá | 2018   |
| Primera División | CD Universitario | Panamá | 2019-C |
| Primera División | CD Universitario | Panamá | 2019-A |

### Títulos internacionales
| Título                 | Club        | País   | Año  |
| ---------------------- | ----------- | ------ | ---- |
| Copa Interclubes Uncaf | Santa Fe FC | Panamá | 2024 |